# 第4次ヴァル・ファジュル作戦
第4次ヴァル・ファジュル作戦（だいよじヴァル・ファジュルさくせん）は、イラン・イラク戦争中、イラン軍によるイラク・クルディスタン地域に対する攻勢作戦である。

## 概要
イラン軍はイラクの大動脈であるバスラ街道を遮断すべく、イラク軍の目を北部に向けさせる陽動作戦として本作戦は実施された。

## 攻撃
1983年10月19日深夜、西アーザルバーイジャーン州サルダシュトからクルディスタン地域マリバーンにかけて、攻撃を開始した。イラク領内15kmまで進撃し、周辺の高地帯を占領した。10月23日に第2波攻撃が実施。11月3日に第3波攻撃が実施。11月19日に第4波攻撃が実施されるも大勢は変わらなかった。

## その後
1983年の陸上戦はイラン軍が軽歩兵主体による攻撃を行い、それに対するイラク軍は第1線陣地が持久している間に、機甲部隊による機動防御でイラン軍を撃退する、という戦闘が常態化していた。イラン軍にとって徒に戦力を消耗するだけの結果となった。